# Droga wojewódzka 220
Die Droga wojewódzka 220 (DW 220) ist eine polnische Woiwodschaftsstraße innerhalb der Woiwodschaft Pommern. Auf einer Länge von lediglich einem Kilometer stellt sie die Verbindung her vom Bahnhof Morzeszczyn an der Staatsbahn (PKP)-Linie 131 (Chorzów (Königshütte) – Tczew (Dirschau)) zum Ort Morzeszczyn (Morroschin) und damit auch zu den Woiwodschaftsstraßen DW 234 (Skórcz (Skurz) – Gniew (Mewe)) und DW 644 (Morzeszczyn – Majewo (Paulshof)).